# Parque nacional de la Costa de Pembrokeshire
El parque nacional de la Costa de Pembrokeshire (en inglés: Pembrokeshire Coast National Park; en galés, Parc Cenedlaethol Arfordir Penfro) es un parque nacional a lo largo de la costa de Pembrokeshire en Gales Occidental (Reino Unido).
Fue creado como parque nacional en el año 1952, y es el único del Reino Unido que fue escogido principalmente debido a su espectacular litoral. Es uno de los tres parques nacionales de Gales, siendo los otros Brecon Beacons y Snowdonia (Eryri).

## Paisaje
El parque nacional tiene un variado paisajes de escarpados acantilados, playas de arena, estuarios boscosos y montes interiores salvajes, con una superficie total de 629 km². Se divide en cuatro secciones diferenciadas. Siguiendo el sentido de las agujas del reloj, estas son la costa de Pembrokeshire meridional, incluyendo la isla de Caldey; el estuario de Daugleddau; la costa de la bahía de St. Bride, incluyendo las islas costeras; y los montes Preseli. Sin embargo, no todo el parque es costero, y hay incluso bosques y marismas en los límites del parque.

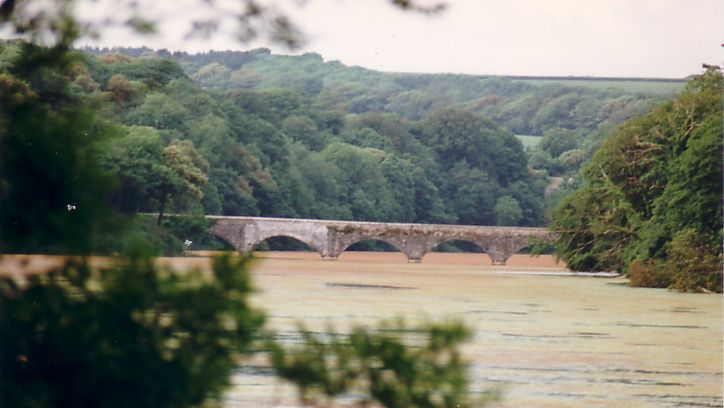
El puente de ocho arcos, Lilyponds cerca de Bosherston.

La geología de la región es de particular interés con muchas buenas exposiciones, tanto tierra adentro como a lo largo de la costa, mostrando una variedad de tipos de roca y rasgos estructurales. En el norte, las rocas de Carn Llidi, Pen Beri y Garn Fawr, junto con los amplios páramos en Mynydd Carningli y Mynydd Preseli, ofrecen un sentimiento montañoso al paisaje, cortado por valles boscosos de los ríos Gwaun y Nevern. En el Oeste, el parque nacional se encuentra dominado por la amplitud de la bahía de St. Bride, que limita al norte con la isla de Ramsey, cerca de la península de St. David, y en su extremo meridional con Skomer. La costa meridional es otro contraste, con la meseta de caliza y acantilados de la península de Castlemarin, los valles de inclinadas laderas boscosas tierra adentro de Ambroth; los lagos Bosherston - ahora, como gran parte de la franja costera, en el cuidado del National Trust - y los centros turísticos de Tenby y Saundersfoot. Entre las zonas occidentales y meridionales del parque nacional queda la vía fluvial Milford Haven, donde el tranquilo estuario de Daugleddau alimenta un bello puerto de aguas profundas naturales.
El parque nacional incluye muchos lugares y zonas que son de significado ecológico nacional o internacionales por derecho propio, incluyendo 7 zonas de especial conservación, una reserva natural marina, 6 reservas naturales nacionales y 75 lugares de especial interés científico.

## Administración
El Parque lo gestiona la Pembrokeshire Coast National Park Authority, que tiene alrededor de 130 personas en plantilla y un comité de 18 miembros. Los propósitos de la autoridad son conservar el parque Nacional, animar al público a disfrutarlo y comprenderlo, y cuidar del bienestar económico y social de las comunidades dentro de sus límites. La autoridad administra la totalidad del sendero nacional Pembrokeshire Coast Path. Sus oficinas se encuentran en Pembroke Dock

## Acceso
El parque es accesible por bicicleta a través de la Celtic Trail cycle route. También se accede fácilmente a pie.